# Zelkova abelicea
Zelkova abelicea är en almväxtart som först beskrevs av Jean-Baptiste de Lamarck, och fick sitt nu gällande namn av Pierre Edmond Boissier. Zelkova abelicea ingår i släktet Zelkova och familjen almväxter. Inga underarter finns listade i Catalogue of Life.